# Jidášova stolice

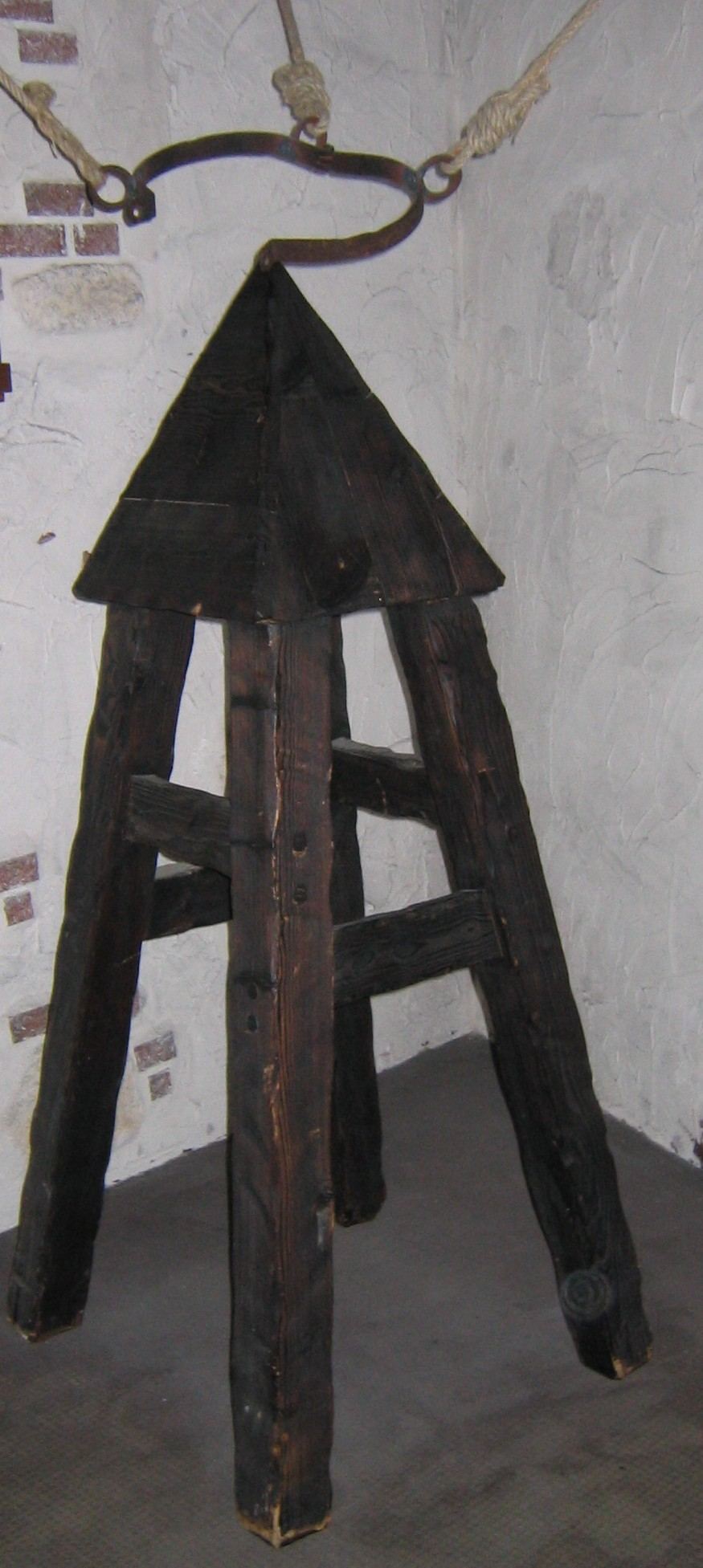
ukázka nástroje

Jidášova stolice (někdy též Jidášovo křeslo) patří k nástrojům útrpného práva, který ale nebyl nikdy užíván v Českých zemích. Jde o jehlanovitou konstrukci s vrcholovým úhlem, sloužícím k usazení vyslýchaného, v rozmezí od cca 30° do 50°. Jde o modifikaci trestné kozy a na rozdíl od tohoto nástroje útrpného práva užívané výlučně jako stacionární zařízení. Jidášova stolice byla používána análně či – v případě vyslýchaných žen – vaginálně, nohy byly při zostřené podobě výslechu zafixovány napjatými provazy či zatíženy závažím. Za vynálezce Jidášovy stolice bývá označován boloňský soudce Ippolito Marsili (1450-1529) a její použití, o němž existuje jen velmi málo zpráv, se zřejmě omezovalo na raně novověkou Itálii. Nedochoval se také žádný originální exemplář tohoto mučicího nástroje.
Podobná zařízení jsou (relativně vzácně) užívána i v BDSM aktivitách, kde se používají jako varianta trestné kozy.